# Thanasis Kolitsidakis
Thanasis Kolitsidakis (Salônica, 20 de Novembro de 1966) é um ex-futebolista profissional grego.